# Rajd Int. ADAC Rallye Hessen 1981
Rajd Hessen 1981 (30. Int. ADAC Rallye Hessen) – 30 edycja rajdu samochodowego Rajd Hessen rozgrywanego w Niemczech. Rozgrywany był od 18 do 20 czerwca 1981 roku. Była to dwudziesta siódma runda Rajdowych Mistrzostw Europy w roku 1981 (rajd miał najwyższy współczynnik - 4) oraz piąta runda Rajdowych Mistrzostw Niemiec.

## Klasyfikacja rajdu
| Miejsce                      | Kierowca                     | Pilot                        | Samochód                     | Czas                         | Strata                       |                              |
| Klasyfikacja generalna i ERC | Klasyfikacja generalna i ERC | Klasyfikacja generalna i ERC | Klasyfikacja generalna i ERC | Klasyfikacja generalna i ERC | Klasyfikacja generalna i ERC | Klasyfikacja generalna i ERC |
| ---------------------------- | ---------------------------- | ---------------------------- | ---------------------------- | ---------------------------- | ---------------------------- | ---------------------------- |
| 1.                           | Walter Röhrl                 | Christian Geistdörfer        | Porsche 924 Carrera GTS      | 4:04:30                      | 0.0                          |                              |
| 2.                           | Jochi Kleint                 | Gunter Wanger                | Opel Ascona 400              | 4:06:45                      | +2:15                        |                              |
| 3.                           | Holger Bohne                 | Peter Diekmann               | Mercedes-Benz 500 SL         | 4:12:08                      | +7:38                        |                              |
| 4.                           | Per Eklund                   | Bruno Berglund               | Volkswagen Golf I GTi 1.6    | 4:14:22                      | +9:52                        |                              |
| 5.                           | Alfons Stock                 | Paul Schmuck                 | Volkswagen Golf I GTI        | 4:19:48                      | +15:18                       |                              |
| 6.                           | Heinz-Walter Schewe          | Erhard Ricken                | Datsun 160J                  | 4:30:45                      | +26:15                       |                              |
| 7.                           | Erwin Weber                  | Wilfried Öchsner             | Opel Ascona i2000            | 4:31:47                      | +27:17                       |                              |
| 8.                           | Friedhelm Kissel             | Mathias Berg                 | Volkswagen Golf I GTI        | 4:32:31                      | +28:01                       |                              |
| 9.                           | Stasys Brundza               | Anatoliy Brum                | Lada 1600                    | 4:36:01                      | +31:31                       |                              |
| 10.                          | Jörgen Nielsen               | Jørgen Esbensen              | Audi 80 GLE                  | 4:36:05                      | +31:35                       |                              |